# 한국건강가정진흥원
한국건강가정진흥원(韓國健康家庭振興院, Korean Institute for Healthy Family, KIHF)은 건강한 가정생활의 영위와 가족의 유지 및 발전, 가족구성원의 복지증진, 다문화가족 지원, 다양한 가족의 역량강화, 가족친화사회 조성 · 촉진에 기여 등을 목표로 설립되었으며, 여성가족부 산하의 가족정책을 수행하는 기타공공기관으로, 중앙건강가정지원센터와 전국다문화가족사업지원단이 통합되어 2011년에 새롭게 개원하였다. 서울특별시 중구 퇴계로 173(충무로3가, 남산스퀘어) 21층, 24층에 위치하고 있다.

## 주요 사업
- 가족정책사업/센터지원
- 다문화가족사업
- 가족친화지원센터

## 연혁
- 2005년 1월 중앙건강가정지원센터 개소
- 2011년 6월 중앙건강가정지원센터와 전국다문화가족사업지원단 통합
- 2014년 1월 기타공공기관 지정

## 조직

### 이사장
- 이사회 (비상임)
- 감사 (비상임)
- 센터 지원본부
  - 센터지원부
  - 특성화업무부
  - 교육평가부
- 사업 지원본부
  - 가족친화부
  - 인식개선부
  - 돌봄지원부

#### 양육비이행관리원 (원장)
- 경영기획실
  - 전략기획부
  - 경영지원부
  - 인사교육부
  - 정보화 관리부
  - 다누리콜센터

##### 양육비 상담본부
- 이행개선부
  - 양육비상담부
  - 양육지원부

##### 양육비 이행 지원본부
- 법률지원부
- 추심지원부
- 조사정보부
- 위탁지원부

## 논란
2011년 당시, 여성가족부가 한국건강가정진흥원의 설립을 국회 법안소위의 논의를 거치지 않고 독자적으로 추진해 논란이 빚어졌다. 당시 진흥원의 특수법인 설립을 골자로 건강가정기본법 일부개정안이 상정되어 논의가 이루어지던 상황에서 여성가족부가 진흥원을 재단법인으로 설립하고 법안소위의 논의 없이 초대 원장까지 공모하였다. 이에 대해 민주당 김유정 의원은 "건강가정진흥원은 겉으론 민법상 재단법인이라고 하지만 정관이나 준비단 자료를 들여다봐도 통상 민간에서 만드는 재단법인과 현격한 차이를 보여 내용상으론 특수법인"이라며 "눈속임식 편법으로 진행 중인 재단법인 설립을 당장 중지하고 국회 논의를 거친 후에 이를 추진하라"라며 비난하였다.